# Здание Министерства иностранных дел Украины
Здание министерства иностранных дел Украины — здание в стиле сталинского ампира (монументализм) на Михайловской площади в Киеве, в котором располагается Министерство иностранных дел Украины.
Здание стоит на холме возле Днепра, на верхнем конце улицы Десятинной у верхней станции фуникулера. Слева от здания находится здание Дипломатической академии МИД Украины, а справа Михайловский Златоверхий монастырь. С лицевой стороны здания находится колоннада коринфского ордера, на которой обычно висят вертикальные флаги Украины и Европы.

## История
После переноса в 1934 столицы Украинской ССР из Харькова в Киев остро встал вопрос размещения советских органов власти. Был проведен конкурс, на котором выбрали проект ленинградского архитектора Иосифа Лангбарда. Согласно его проекту, на месте современной Михайловской площади планировалось сооружение целого правительственного комплекса, который состоял из двух симметричных зданий, одного для ЦК КПУ, а второго для Совнаркома УССР, и огромного 75-метрового памятника Ленину, который должен стоять лицом к Днепру. Также планировалось заменить фуникулер на огромные лестницы.
В 1939 было завершено строительство левого здания, в котором изначально планировали разместить Совнарком УССР. После открытия в нём разместился ЦК КПУ, а Совнарком УССР разместился в здании на улице Кирова (современная улица Грушевского), где находится Кабинет Министров Украины и в котором изначально планировали разместить НКВД УССР. После Второй мировой войны центр Киева был разрушен и все усилия были направлены на его восстановление, а от строительства других сооружений по первоначальному плану отказались. Тогда же ЦК КПУ был переведен в здание на улице Орджоникидзе (современная улица Банковая), где находится Офис президента Украины, а в его предыдущее здание «вселились» городской и областной комитеты партии. С 1991 года в этом здании находится МИД Украины. Тогда же советский герб на вершине колоннады был заменен на украинский.

## Освобождение места для постройки
Перед началом строительства нужно было освободить место для будущего здания, для чего были снесены Трехсвятительская церковь, построенная князем Святославом Всеволодовичем в 1183, и Михайловский Златоверхий монастырь, построенный князем Святополком Изяславичем в 1113, несмотря на протесты многих деятелей культуры, в частности архитектора и искусствоведа Николая Макаренко  . Также были снесены дома, ранее принадлежавшие купцам Крыжицкого и Орлову  . Как потом оказалось, снос Михайловского монастыря был бесполезным, поскольку проект строительства второго здания так и не был воплощен в жизнь. Монастырь был восстановлен уже во времена независимости в 2000 году .